# Кам'янка (Чернівецький район)
Ка́м'янка — село в Україні, у Чернівецькому районі Чернівецької області. Центр Кам'янецької сільської громади.

## Географія
Село розташоване у передгір'ї Карпат на правому березі Сірету при впадінні в нього річки Кам'янка, за 5 км від залізничної станції Вадул-Сірет.
Відстань до райцентру становить близько 8 км і проходить автошляхом Т 2606.

### Місцевості села
- Центр — це середина, ядро села, де розміщені основні будівлі (школа, сільська рада, Будинок культури, магазини, дитячий садок).
- Засирет — це кут, який розташований вздовж річки, за Сиретом відносно центру села.
- Горішній і Долішній кути села отримали назву від руху сонця. Наші предки часто орієнтувалися за сонцем. Говорили: сонце сходить з долини, долу (утворився Долішній кут на сході села), і заходить згори (утворився Горішній кут на заході села).
- Фондоя дуже тісно примикає до лісу, який напівкільцем оточує її з півдня на захід, тому мікротопоніми вживаються і до прилеглих ділянок лісу, якими користуються жителі Фундої. Це такі мікротопоніми: урочище Берда, Золотий міст, Леніє, Настусин Яр, Пастівник, Туреччина, Фандатури, Підцигани.

## Назва
Легенди розповідають, що назва села походить від назви маленького джерельця, у свою чергу названого так тому, що в ньому було багато великих каменів.

## Символіка

### Герб
У лазуровому щиті два вузькі срібні стовпи. Поверх всього купа золотих валунів, на більшому стоїть срібний журавель із золотими дзьобом та лапами.

### Прапор
У центрі квадратного блакитного полотнища летить білий голуб, з розпростертими крилами, жовтим дзьобом і червоними лапами, знизу п'ять жовтих лісових горіхів.

## Історія
Археологи підтверджують заснування Кам'янки в XIV ст, найдавніша писана згадка про село належить до початку XV ст. грамотою молдовського господаря Олександра Доброго від 15 червня 1431 року стверджується, що село Кам'янка є власністю Купчина. 2 лютого 1503 року один з нащадків Купчинів — Георгій подарував Кам'янку Путнянському монастиреві. Відтоді, як власність монастиря, вона звільняється від державних повинностей і податків. Селяни були змушені давати корцьове, горщину, а також відробляти панщину монастиреві. Становище жителів Кам'янки погіршало коли господарська рада Молдови у 1632 році вирішила покласти ряд державних повинностей і на монастирських селян.
Після загарбання Буковини Австрією «духовним регламентом» імператора Йосифа II у і 1786 році з монастирських та церковних володінь було утворено православно-релігійний фонд. Таким чином Кам'янка стала власністю релігійного фонду. Обов'язки його підлеглих були прирівняні до обов'язків поміщицьких кріпаків, земельні володіння релігійного фонду здавалися в оренду цілими маєтками. Внаслідок цього фактичним господарем Кам'янки був орендар. З кінця XVII ст. село швидко зростало. Протягом 1779—1780 рр. сюди переселилося з Семиграддя кілька родин волохів, які осіли компактно і утворили Горішній Кут.
Ще з 1817 року велися розмови про відкриття школи. Хоча в Кам'янці нараховувалось близько 250 дітей шкільного віку, школа так і не була відкрита. Селяни бідували, зібрати кошти на утримання школи не змогли. Пізніше згодилися на тому, що будуть відробляти за приміщення, що брали в оренду у корчмаря. Коли ж зажерливий корчмар зажадав, щоб село відробило йому аж 300 днів, і селяни з цим не погодилися, він за допомогою сільського радного викинув на вулицю парти та вчительські пожитки. Так поневірялися учні з учителем до 1856 року, поки збудували школу. Проте і в ній навчалося тільки 267 дітей, а їх було на той час 494.
У другій половині XIX століття населення Кам'янки швидко зростало. За переписом 1857 року, тут налічувалось 2567 осіб. За переписом 1900 року в селі Кам'янка Серетського повіту було 832 будинки, проживали 3990 мешканців: 3136 українців, 653 румуни, 40 німців, 135 євреїв, 26 поляків).
Скасування кріпацтва спричинилося до посилення класової диференціації селянства. Якщо в 1847 році в Кам'янці було 8 власників, які мали землі від 10 до 20 йохів, і жодного, що мав би понад 20, то в 1857 — до 20 йохів мали 50 чол., а у 1865 — вже стало 77 таких власників, а також 7 чол., що мали понад 20 йохів землі. У 1890 році чверть всієї кам'янської землі опинилася в руках поміщика. Значна частина селян залишалася в селі. Безземельні мусили шукати заробітку в місті, а також за межами Буковини, зокрема в Молдові, а то й на Американському континенті. До першої світової війни в пошуки щастя за океан вимандрувало понад 400 чоловік, та тільки троє з них повернулися додому з грішми.
Власті не тільки не дбали про поліпшення становища селян, а навпаки душили всяке прагнення до цього. Навіть дозволу на відкриття позичкової каси в селі кам'янчанам довелося добиватися протягом 6 місяців і дійти для цього аж до Відня.
За півстоліття анітрохи не поліпшилася шкільна справа в селі. В 1904 році кам'янська громада скаржилася: «Наші діти мають гіршу долю від худоби… 500 учнів — у приміщенні, що могло вмістити тільки 200». Щоб відвернути увагу селян від болючих питань, представники чернівецької «Народної ради», очолюваної реакційним москвофільським духовенством, заснували в Кам'янці в 1904 році «Братство тверезості» і читальню, збори якої починалися молитвою «Царю небесний». Часто приїжджав сюди сам верховода цієї «ради» священик Богатирець. Та своєї мети вони не досягли. Коли на Буковині посилився революційний рух, мешканці Кам'янки не лишилися осторонь. У червні 1900 року вони прийняли резолюцію, у якій вимагали скасування рогачок на дорогах, відміни перепідготовки резервістів в період польових робіт, скорочення терміну військової служби, утримання лікарів за державний кошт, запровадження державного страхування, закриття шинків тощо. Протягом багатьох років кам'янчани боролися за створення нормальних умов для навчання дітей. Нарешті 1910 року збудовано двоповерхове приміщення школи.
За переписом 1910 року в селі було 4175 мешканців, з них: 2552 українці, 1404 румуни, 133 євреї, 45 німців, 34 поляки, 7 ін. національностей. За цим же переписом у селі проживало 10 ремісників і 34 торговці (власники дрібних крамниць, шинків тощо).
Хоч жили люди бідно, потяг до освіти був сильним. У 1911 році в Кам'янці засновано осередок товариства «Руська бесіда», відкрито читальню. З Кам'янки родом український письменник, Іван Ілліч Синюк, який правдиво змалював важке життя буковинських селян (новели й нариси «Село», «Баба», «Братчику, рятуй» та ін.). І. Синюкові належать статті про життя українського народу та про шкільну справу на Буковині, опубліковані в німецьких періодичних виданнях. З 1905 року він редагував «Ластівку» — перший дитячий журнал на Буковині.
За часів панування королівської Румунії (1918—1940 рр.) економічне становище села було в основному таким же, як і за австрійської влади. Найкраща земля перебувала з руках релігійного фонду та сільських багатіїв. У 1939 р. в Кам'янці нараховувались 1282 господарства, з них 1127 — малоземельних, 40 господарств — безземельних; 602 — не мали коней. Переважна частина селян працювала у поміщиків навколишніх сіл Просіки, Черепківців, Глибокої.
З першого ж дня Німецько-радянської війни Кам'янка потрапила в зону воєнних дій. До лав Червоної Армії у 1941 році призвано 720 кам'янчан. На фронтах полягло понад 300. На пам'ять про тих, хто віддав своє життя за честь і незалежність нашої Батьківщини, у центрі села встановлено обеліск.

## Сьогодення
Зараз Кам'янка — велике, гарне і дуже зелене село, яке розділяє на дві частини річка Сірет. А в кінці села зеленою смугою протягнувся ліс — окраса нашого буковинського села Кам'янки.

## Населення
Населення за переписом 2018 року становить 11064 особи.

## Уродженці села
- Панцир Дмитро Тодорович. — (*08.10.1943, с. Кам'янка — + 21.02.2013, м. Харків) — український письменник, заслужений юрист України. Народився 8 жовтня 1943 року в селі Кам'янка, тепер Глибоцького району на Буковині. Після закінчення Харківського юридичного інституту понад тридцять років працював у правоохоронних органах. Полковник міліції, старший радник юстиції, заслужений журналіст України. Жив і працював у Харкові. Автор книжок: «Конвой вилітає завтра», «Зустрічі далекі і близькі», «На відстані серця», «Розплатаза легковажність», «Колообіг любові», «Дороги та роздоріжжя», «З усмішкою про серйозне», «Контакт не відбувся», «Неосяжна душа», «Судилося жити», «Любов після смерті», «Обыкновенное чудо», «Юхимів сажень», «Буковинські новели». Член Національної спілки письменників України (2004), лауреат премій імені К. Гордієнка, П. Василенка, І. Бажанського, О. Кобилянської та М. Чабанівського.
- Білоокий Вячеслав Васильович. — (27.08.1961, с. Кам'янка) — доктор медичних наук, професор кафедри Буковинського державного медичного університету (БДМУ), декан стоматологічного факультету, лікар хірургії вищої категорії.

Пушко-Цибуляк Єлизавета Михайлівна

## Поезія
|                                                                                       | \| Кам'янка рідна моя, Краще село Буковини. Люди твої, їх діла Славлять тебе на Вкраїні. \| |
| Кам'янка рідна моя, Краще село Буковини. Люди твої, їх діла Славлять тебе на Вкраїні. |                                                                                             |

М. Козуб